# Nissan R390 GT1
Nissan R390 GT1 — гоночний автомобіль, збудований для перегонів 24 години Ле-Мана в 1997 і 1998 рр. Він був збудований для перегонів за правилами grand tourer, що вимагає побудови версії для вулиць, тільки 2 екземпляри було збудовано, один з них зберігається на складі Nissan Zama.

## Дорожні авто
Тільки 2 дорожніх R390 було збудовано, і один з них зберігається на складі Nissan Zama. Дорожній автомобіль, що отримав дозвіл на проїзд вулицями розганяється: 0-60 миль\год за 3,3 с і 0-100 миль\год за 6.8 с. 1/4 милі долає лише за 11,1 с при середній швидкості 134 миль\год (250 км\год). Максимальна швидкість 220 миль\год
Двигун Nissan 3.5 L VRH35L 90° V8 twin-turbo